# Климиашвили, Ираклий
Ира́клий Климиашви́ли (груз. ირაკლი კლიმიაშვილი; 30 мая 1988, Тбилиси) — грузинский футболист, нападающий.

## Карьера

### Клубная

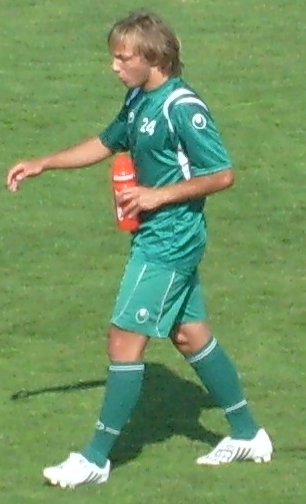
Климиашвили в игре за «ВИТ Джорджию»

Начал играть в футбол в ДЮСШ «Аваза» (Тбилиси) в у тренера Нугзара Читаури. Профессиональную карьеру продолжил в тбилисском клубе «ВИТ Джорджия» в 2005 году. Чемпион Грузии 2008/09, второй призёр чемпионата Грузии 2007/08 в его составе. Зимой 2010 года побывал на просмотре в одесском «Черноморце», однако клубу не подошёл и вернулся в обратно. 14 января 2010 года прибыл на просмотре в клуб «Краснодар», однако через две недели тренерский штаб клуба решил отказаться от игрока. 24 февраля 2011 года подписал на 3,5 года контракт с «Анжи» из Махачкалы. Провёл за «Анжи» 13 матчей в молодёжном первенстве России. 29 июля 2011 года был отдан в годичную аренду в узбекистанский «Пахтакор».
В составе «Пахтакора» обладатель Кубка Узбекистана 2011 года (в финале со счётом 3:1 был обыгран «Насаф», Климиашвили сделал дубль) и бронзовый призёр чемпионата Узбекистана 2011 года.

### В сборной
24 мая 2008 года исполняющим обязанности главного тренера сборной Грузии Петаром Сегртом был вызван в ряды национальной команды, за которую дебютировал через три дня в товарищеском матче с Эстонией, заменив на 76-й минуте матча Дато Квирквелию.